# 陸前今泉駅
陸前今泉駅（りくぜんいまいずみえき）は、岩手県陸前高田市気仙町にある、東日本旅客鉄道（JR東日本）大船渡線BRT（バス高速輸送システム）のバス停留所である。
大船渡線BRTの運行開始後に新設された。

## 概要
東日本大震災による災害公営住宅等、震災後に形成されているコミュニティの利便性向上を目的として、陸前高田市の要望を受けて設置された駅である。
当駅には気仙沼 - 盛間を運行する便のうち普通便のみが停車し、快速便は経由しない。

## 歴史
- 2019年（令和元年）10月9日：JR東日本が当駅の開設を発表[2]。開業予定は2020年春とされた。
- 2020年（令和2年）3月14日：開業[3][4]。

## 駅構造
一般道上にバスベイ型の停留所があり、下り乗降場には上家と待合室が、上り乗降場には上家が整備されている。
なお、同一地点に気仙タクシー・高田タクシーの「陸前今泉駅」バス停留所も設置されている。

## 利用状況
JR東日本によると、2023年度（令和5年度）の1日平均乗車人員は1人である。
開業後の推移は以下のとおりである。
| 乗車人員推移       | 乗車人員推移     | 乗車人員推移   |
| 年度               | 1日平均 乗車人員 | 出典           |
| ------------------ | ---------------- | -------------- |
| 2019年（令和元年） | 2                | [ 利用客数 2 ] |
| 2020年（令和02年） | 2                | [ 利用客数 3 ] |
| 2021年（令和03年） | 1                | [ 利用客数 4 ] |
| 2022年（令和04年） | 1                | [ 利用客数 5 ] |
| 2023年（令和05年） | 1                | [ 利用客数 1 ] |

## 駅周辺
気仙町今泉地区の土地区画整理事業区域内に開設された。付近に災害公営住宅今泉団地や気仙小学校などがあり、震災後の住宅移転やコミュニティーづくりの途上にある中、地元の要望を受けて整備された。
- 国道45号
- 三陸沿岸道路
- 陸前高田市立気仙小学校
- 旧陸前高田市立気仙中学校校舎（震災遺構）
- 気仙川
- 陸前高田 発酵パーク「CAMOCY」

## 隣の停留所
東日本旅客鉄道（JR東日本）
■大船渡線BRT
□快速
経由せず
■普通
長部駅 - 陸前今泉駅 - 奇跡の一本松駅

### 記事本文
1. 1 2  「四つの新駅がスタート 「大船渡丸森」「陸前今泉」など 大船渡線BRT」『東海新報』2020年3月15日。2023年7月30日閲覧。
2. ↑  「大船渡線BRT新駅の設置について (PDF)」（プレスリリース）、東日本旅客鉄道盛岡支社／東北工事事務所、2019年10月9日。2023年7月31日閲覧。
3. ↑  「気仙沼線BRT・大船渡線BRTダイヤ改正について (PDF)」（プレスリリース）、東日本旅客鉄道盛岡支社／東日本旅客鉄道仙台支社、2020年1月22日。2020年1月23日時点のオリジナル (PDF)よりアーカイブ。2020年1月23日閲覧。
4. ↑  「大船渡線BRTに4つの新駅／岩手」『IBC岩手放送』2020年3月14日。オリジナルの2020年3月15日時点におけるアーカイブ。2020年3月19日閲覧。

### 利用状況
1. 1 2  「BRT駅別乗車人員（2023年度） | 企業サイト：JR東日本」東日本旅客鉄道。2025年7月14日閲覧。
2. ↑  「BRT駅別乗車人員（2019年度）：JR東日本」東日本旅客鉄道。2025年7月14日閲覧。
3. ↑  「BRT駅別乗車人員（2020年度） | 企業サイト：JR東日本」東日本旅客鉄道。2025年7月14日閲覧。
4. ↑  「BRT駅別乗車人員（2021年度） | 企業サイト：JR東日本」東日本旅客鉄道。2025年7月14日閲覧。
5. ↑  「BRT駅別乗車人員（2022年度） | 企業サイト：JR東日本」東日本旅客鉄道。2025年7月14日閲覧。